# Keahu Kahuanui
Pour les articles homonymes, voir Kahuanui.
Keahu Kahuanui (né le 7 août 1986) est un acteur américain connu pour avoir incarné le personnage de Danny Mahealani dans la série télévisée Teen Wolf sur MTV.

## Biographie
Kahuanui est né le 7 août 1986 à Honolulu, Hawaii. Sa famille a souvent déménagé durant son enfance, et il vit actuellement à Los Angeles. Il a pratiqué la course au lycée et à l'université avant d'obtenir son diplôme en relations internationales à l'université de Boston, après avoir changé de voie en optant pour l'ingénierie.
Kahuanui a déclaré avoir développé un intérêt pour le cinéma lorsqu'il était enfant et qu'il jouait dans des pièces de théâtre et des publicités.

## Filmographie
- 2017 : The Originals : Eddie
- 2015 : Duel Club (court métrage) : Greg
- 2015 : The Concessionaires Must Die! : l'homme effrayant
- 2012 : Hawaii Five-0 : Cal Litoa (saison 2 épisode 20)
- 2012 : Cocktails with Stan : lui-même
- 2011-2014 : Teen Wolf : Danny Mahealani (rôle récurrent)
- 2011 : La Vie secrète d'une ado ordinaire : Joueur #1 (saison 4 épisode 13)